# Seilbahnunfall in Antalya 2024

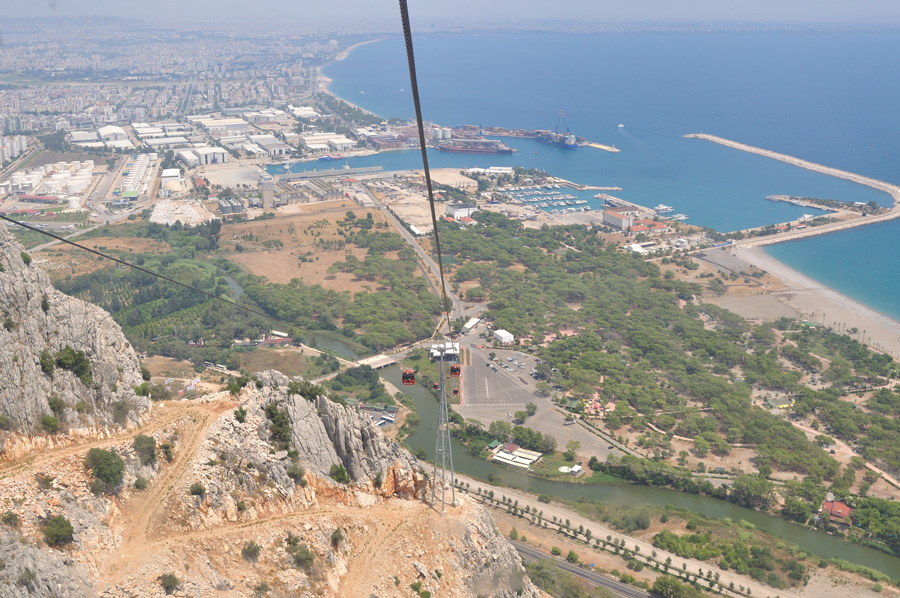
Blick von der Bergstation

Der Seilbahnunfall in Antalya 2024 ereignete sich am Freitag, dem 12. April 2024 in der südtürkischen Stadt Antalya.

## Unfall
Am Freitagabend, dem 12. April 2024, gegen 17:30 Uhr knickte ein Stützpfeiler der Tünektepe-Seilbahn um und traf auf eine Gondel. Der Kabinenboden brach auf und die gesamte Gondel mit Insassen stürzte in felsigem Gelände in die Tiefe. Dabei wurde ein Mensch getötet und zehn weitere wurden verletzt. Die anderen 184 Insassen in 29 Gondeln mussten die ganze Nacht in luftiger Höhe ausharren und wurden nach ca. 24 Stunden gerettet. Auslöser des Unfalls sollen Mängel und Rost an den Verbindungspunkten der Stützpfeiler gewesen sein.

## Haftbefehl und Untersuchung
Es wurden 13 Personen verhaftet, die im Verdacht stehen, für das Unglück mitverantwortlich zu sein. Unter den Verdächtigen sind auch Mitarbeiter des Seilbahn-Betreibers. Experten untersuchen den Unfallort.
Während der Untersuchung des Unfallortes wurden Aufnahmen von Überwachungskameras darüber veröffentlicht, was während des Vorfalls im Kontrollraum der Seilbahnstation passierte. Auf den Videoaufnahmen ist zu sehen, wie ein Seilbahnbesucher, der in einer Kabine saß, zum Kontrollraum der Seilbahnstation lief und den Automatisierungsleiter Serkan Yellice warnte. Daraufhin schaltete Yellice das System ab. Auf den Aufnahmen der Überwachungskamera ist zu sehen, wie Yellice sein Mobiltelefon benutzte und das System 23 Sekunden nach dem Stoppen neu startete, ohne irgendwelche Kontrollen durchzuführen. Außerdem ist auf den restlichen Bildern zu sehen, wie er die angehaltene Seilbahnanlage wieder startete. Danach bewegte sich die Seilbahn wieder und ging dann in den Notstoppmodus über. Immer wieder ist auf den Aufnahmen zu sehen, wie Serkan Yellice mit seinem Mobiltelefon sprach und die Fehler auf dem Bildschirm dem Gesprächspartner mitteilte. Kurz nach dem Unfall ist zu sehen, wie Yellice den Kontrollraum der Seilbahnstation verließ und davonläuft.
Im vorläufigen Bericht des Sachverständigenausschusses im Rahmen der Ermittlungen der Generalstaatsanwaltschaft Antalya sind Bilder beigefügt. Darauf sind Verformungen an den Umlenkrollen zu erkennen, über die das Seilsystem des Kabinenträgers läuft. Die Aufzeichnungen umfassen auch den Verschleiß der Riemenscheibe, an der das Seil abgerissen wurde, und die zerbrochenen Schrauben, die überall verstreut waren.